# Glipostena medleri
Glipostena medleri es una especie de coleóptero de la familia Mordellidae.

## Distribución geográfica
Habita en Nigeria.